# (Waiting for) the Ghost-Train
Waiting for the Ghost-Train is een single uit 1986 van de Britse ska-popband Madness. Het is geschreven door zanger Graham 'Suggs' McPherson en haalde in Engeland de 29e plaats.

## Achtergrond
Ghost Train, een nummer over de apartheid in Zuid-Afrika, werd opgenomen voor de tweede hitverzamelaar Utter Madness en sloot destijds de eerste bestaansperiode van de band af; vandaar de megamix Seven Year Scratch op de 12-inch. De B-kant is het r&b-achtige Maybe In Another Life, geschreven en gezongen door saxofonist Lee Thompson.
Ex-pianist en oprichter Mike Barson speelde mee op dit nummer maar was in tegenstelling tot de twee jaar eerder verschenen singles Michael Caine en One Better Day niet te zien in de bijbehorende clip. Dat gold wel voor oud-drummer John Hasler die als nachtclubeigenaar de zes overgebleven leden van Madness aankondigde; gestoken in pakken bedrukt met krantenkoppen als 'SOWETHO BLOODBATH'.
Madness is sinds 1992 weer bij elkaar in de volledige bezetting met Barson; Ghost Train is een paar keer opgevoerd maar werd nooit vast onderdeel van het live-repertoire.